# Golfe de Saint-Georges
 (février 2023).
Si vous disposez d'ouvrages ou d'articles de référence ou si vous connaissez des sites web de qualité traitant du thème abordé ici, merci de compléter l'article en donnant les références utiles à sa vérifiabilité et en les liant à la section « Notes et références ».
Le Golfe de Saint-Georges est une baie donnant dans la partie orientale de la mer Méditerranée : le bassin Levantin et située dans la partie nord de la ville de Beyrouth, au Liban.
La toponymie de ce lieu lui fut donnée en l'honneur de Saint Georges. Selon la légende, il traversa un jour une ville de Beyrouth terrorisée par un redoutable dragon qui dévorait tous les animaux de la contrée et exigeait des habitants un tribut quotidien de deux jeunes gens tirés au sort. Georges arrive le jour où le sort tombait sur la fille du roi, au moment où celle-ci allait être victime du monstre. Georges engagea avec le dragon un combat acharné et finit par triompher.
Aujourd'hui, le Golfe de Saint-Georges offre une marina aux plaisanciers et navigateurs. Des immeubles de standing et de grands hôtels surplombent cette baie.
La Corniche de Beyrouth commence ici son parcours vers le sud de Beyrouth.